# Wayãpi (langue)
Le wayãpi, ou wayampi, (autonyme : Wajãpi) est une langue amérindienne de la famille des langues tupi-guarani parlée par les Wayãpis au Brésil et en Guyane.